# 联合国安全理事会第2166号决议
联合国安全理事会第2166号决议，由澳大利亚政府提出，2014年7月21日通过。决议密切关注马来西亚航空17号班机空难，建立一个独立的调查团前去现场进行调查，并呼吁所有联合国会员国为此次事故的调查提供在民事和刑事方面的一切援助。
在决议起草过程中，拥有否决权的俄国要求对决议文本进行了一些修改，例如将其中的客机“遭击落”之文字改为“坠机”。事后证实，MH17号客机是遭属于俄军第53防空导弹旅的山毛榉导弹击落，肇事发射车于事发前从俄罗斯托夫州非法进入乌克兰顿内次克州，在事发后又撤回俄国境内。